# Большая Азишская пещера
Больша́я Ази́шская пещера расположена на территории Мезмайского сельского поселения (Апшеронский район Краснодарского края) у границы с Республикой Адыгея (Майкопский район), в междуречье рек Белой и Курджипс. Вход в пещеру находится на платообразном массиве, в 500 м от асфальтированной дороги Майкоп — Лаго-Наки. Вместе с Малой Азишской пещерой составляет Азишскую пещерную систему. Между этими двумя пещерами всего 50 метров. Категория сложности 2А.

## Общие сведения
Пещера известна с 1911 года, но только в 1987 году была оборудована как экскурсионный объект. Пещера имеет длину более 640 м. Из них для экскурсионного осмотра оборудовано 220 м пещеры. Пещера состоит из объёмных разноярусных галерей и больших залов. По красоте и величию она превосходит многие из подземных комплексов. Пещера оборудована пешеходными дорожками, лестницами и ограждениями, удобна и безопасна для осмотра. Есть электрическое освещение.
Пещера располагается среди буково-пихтового леса в южной части хребта Азиш-Тау. Пещера выработана в верхнеюрских доломитизированных известняках, которые имеют слабое падение около 5 градусов на северо-запад. Вход в полость представляет вертикальный колодец. Это отверстие, образованное в результате обвала части кровли верхнего зала. Входной зал — это верхний этаж полости. Чётко выделяются ещё два уровня. На дне самого нижнего хода протекает ручей, в конце галереи падающий с водопадного уступа и ещё через несколько метров исчезающий в узких щелях.

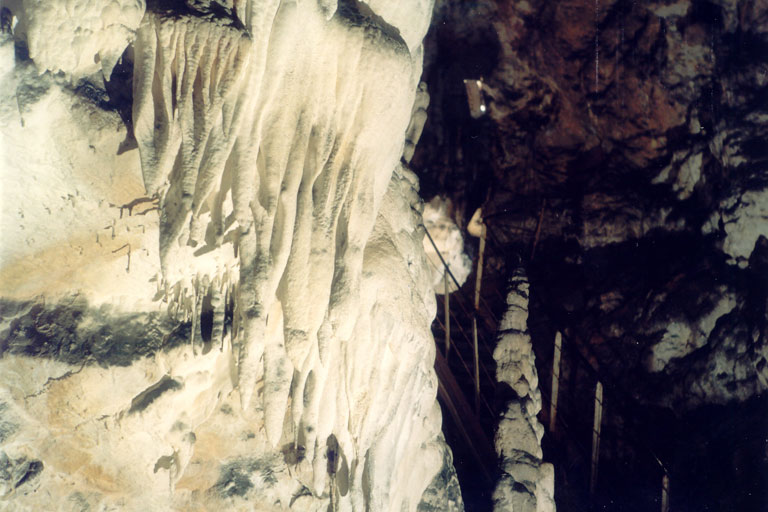
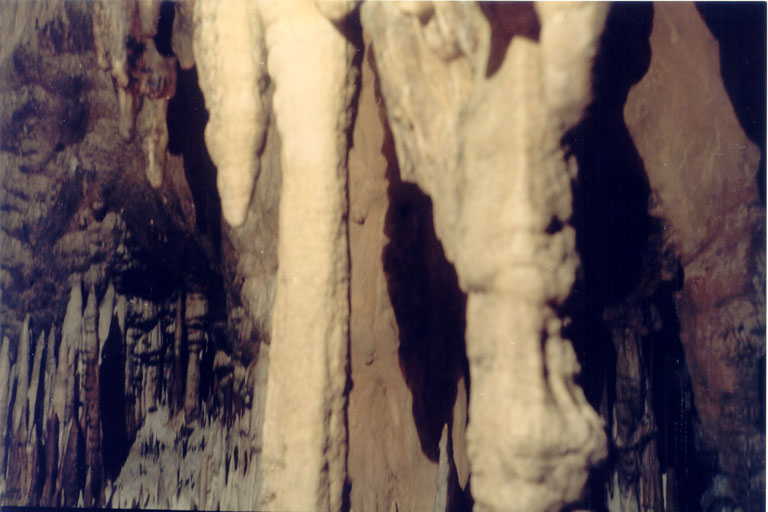
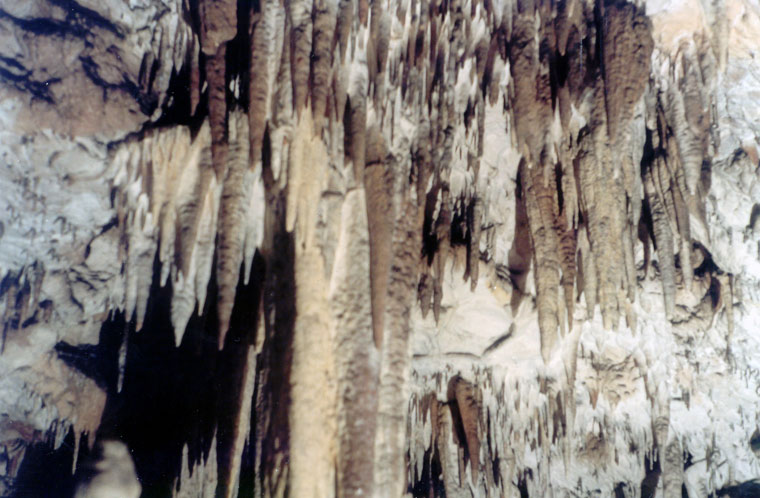
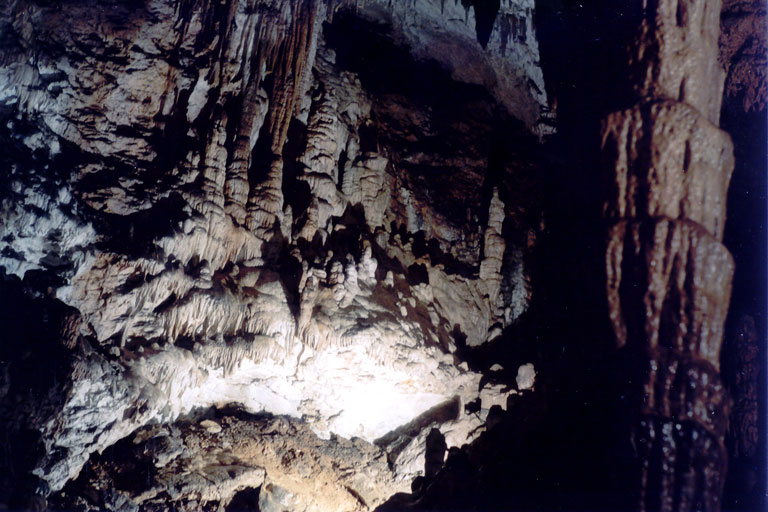
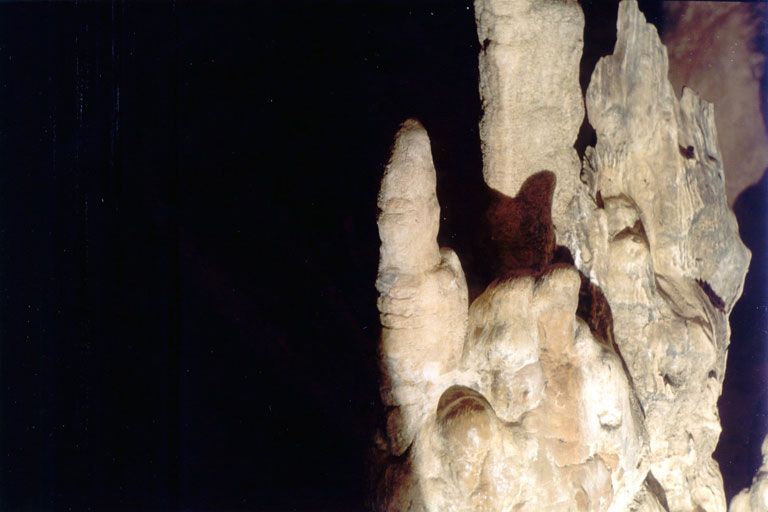

В 1987 году была сделана попытка пройти дальше и дальше по ручью, ниже водопада, но она окончилась безуспешно. Вся пещера состоит из нескольких крупных залов и галереи нижнего этажа, по которой протекает подземная река. Большая Азишская пещера богата натёчными образованиями. Это колонны, крупные (несколько метров) сталактиты и сталагмиты. Сталактиты часто выстраиваются в цепочки, протянувшиеся точно под пересекающими потолок трещинами. В одном из залов есть даже два параллельных друг другу ряда колонн, которые образуют что-то вроде коридора или прохода. Красивы ребристые натёки над уступом, ведущим из верхнего зала вниз.
Интересным образованием пещеры являются кальцитовые плиты, сформировавшиеся, видимо, в древней подземной реке или озере. После ухода воды часть из них осталась лежать горизонтально, а часть обрушилась. На наклонных, обрушившихся плитах успели вырасти сталагмиты высотой до 50 см и более.
Большая и Малая Азишские пещеры были объявлены геологическим памятником природы в 1973 году, впоследствии статус был ликвидирован. Статус памятника природы возвращён в 1988 году.